# Washington, Missouri
Washington är en stad i Franklin County i Missouri. Orten döptes om efter George Washington efter att den kom under amerikansk kontroll. Orten kallades tidigare St. John Meyer's Settlement och där fanns den spanska befästningen San Juan del Misuri.

## Kända personer från Washington
- Jack Wagner, skådespelare